# Partido Socialcristiano (Austria)
El Partido Socialcristiano (en idioma alemán, Christlichsoziale Partei, CS) fue un partido político austríaco de orientación derechista, activo en el período que va de 1893 a 1934, durante el Imperio Austrohúngaro y la Primera República Austríaca. Es considerado un antecedente del actual Partido Popular de Austria (ÖVP).

## Historia
Fue fundado en 1893 por Karl Lueger a partir del Movimiento Social Cristiano y del Club Socialcristiano de Trabajadores. Su orientación era burguesa y católico-clerical; había muchos sacerdotes en el partido, incluido el canciller Ignaz Seipel. Esto atrajo muchos votos de la conservadora población rural. Su apoyo a la Monarquía austrohúngara también le dio gran popularidad entre los nobles.
El antisemitismo del partido cristiano-social estaba basado en concepciones religiosas y no en principios racistas. La actitud de este movimiento era exacta y sistemática al momento de ganar el apoyo de las masas porque sabían sus dirigentes que de esta manera les era más simple lograr sus objetivos. Además, trataban de evitar en lo posible toda controversia relacionada con instituciones religiosas; la consecuencia de este comportamiento fue que se ganó el apoyo de una organización tan poderosa como lo es la iglesia. Por otra parte, los dirigentes del partido cristiano-social conocían la importancia de la propaganda y basándose en esto aprovecharon las circunstancias presentes para influir en el ánimo de seguidores o adeptos.  
De 1907 a 1911, fue el partido más fuerte a la Cámara baja del Reichsrat, pero después perdió esta posición ante el Partido Socialdemócrata de Austria. Durante la Primera Guerra Mundial apoyó en el gobierno, pero después del fin de la monarquía el 1918 votó a favor de la creación de una república y la adhesión de Austria en Alemania (Anschluss).

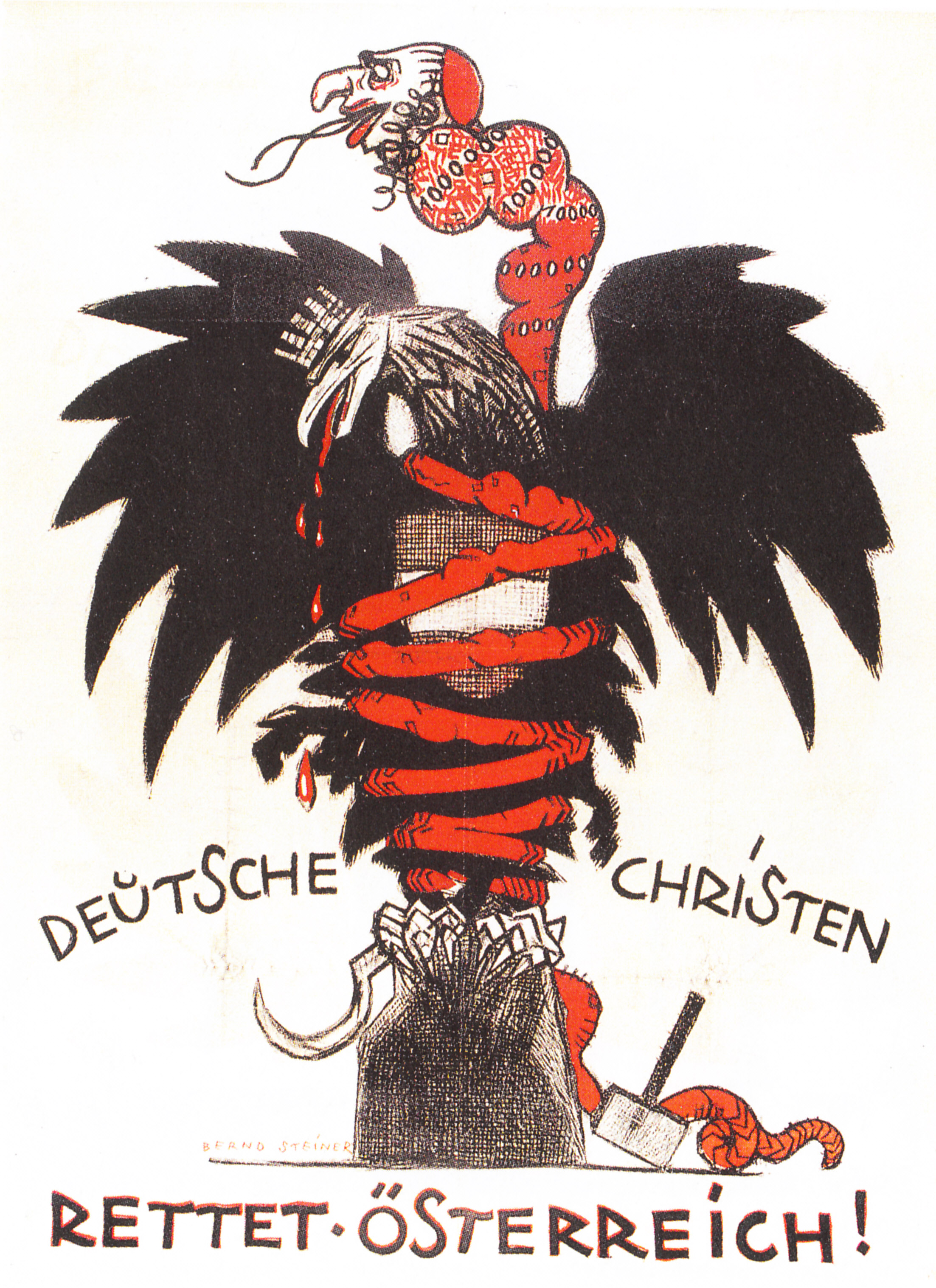
Cartel antijudio del Partido Socialcristiano para las elecciones de 1920. La inscripción reza: Cristianos alemanes, ¡salvad Austria!.

De 1918 a 1920 formó una coalición con el SDAPÖ. Después de las elecciones de 1920, en las que salió elegido como el partido más fuerte, formó una coalición con el Partido Popular de la Gran Alemania y el Landbund. Todos los cancilleres de Austria desde 1920 fueron miembros del Partido Social Cristiano, y lo mismo sucedió con la presidencia de Austria desde 1928 hasta 1938. A partir de 1929 en adelante, el partido trató de formar una alianza con el movimiento Heimwehr. Debido a la inestabilidad de esta coalición, el liderazgo del partido decidió reinstaurar la coalición con el Landbund y el Partido de la Gran Alemania para las elecciones de 1930.
En el proceso de establecimiento de la dictadura austro-fascista, el canciller socialcristiano Engelbert Dollfuß transformó el Partido Social Cristiano en el Frente Patriótico (Vaterländische Front) en 1933. Después del Anschluss de Austria al Tercer Reich, el partido fue prohibido en marzo de 1938 y dejó de existir. Después de la Segunda Guerra Mundial, el partido no fue refundado, sino que la mayoría de sus partidarios y miembros decidieron, debido a que el nombre del partido permanecía demasiado ligado al austrofascismo, fundar el Partido Popular de Austria.

## Miembros destacados del partido
- Walter Breisky
- Karl Buresch
- Engelbert Dollfuß
- Otto Ender
- Viktor Kienböck
- Karl Lueger
- Michael Mayr
- Hans Pernter
- Rudolf Ramek
- Richard Reisch
- Richard Schmitz
- Kurt Schuschnigg
- Ignaz Seipel
- Fanny von Starhemberg
- Ernst Streeruwitz
- Josef Strobach
- Carl Vaugoin
- Richard Weiskirchner

## Resultados electorales

### Consejo Imperial deCisleitania
| Año       | Votos        | %     | Resultado | +/- | Gobierno  |
| --------- | ------------ | ----- | --------- | --- | --------- |
| 1897      | 372.395 (#1) | 35,15 | 39/425    |     | Oposición |
| 1900-1901 | 295.354 (#1) | 27,45 | 25/425    | 14  | Oposición |
| 1907      | 542.505 (#1) | 11,75 | 65/516    | 40  | Coalición |
| 1911      | 608.346 (#1) | 13,41 | 75/516    | 10  | Coalición |

### República de Austria Alemana
| Año  | Votos          | %     | Resultado | Gobierno                 |
| ---- | -------------- | ----- | --------- | ------------------------ |
| 1919 | 1.068.382 (#2) | 35,93 | 69/170    | Coalición con SPÖ y GDVP |

### Primera República de Austria
| Año  | Votos          | %     | Resultado | +/- | Gobierno                      |
| ---- | -------------- | ----- | --------- | --- | ----------------------------- |
| 1920 | 1.245.531 (#1) | 41,79 | 85/183    | 16  | Coalición con GDVP            |
| 1923 | 1.459.047 (#1) | 44,05 | 82/165    | 3   | Coalición con GDVP            |
| 1927 | 1.756.761 (#1) | 48,24 | 85/165    | 7a  | Mayoría absoluta              |
| 1930 | 1.314.956 (#2) | 35,65 | 66/165    | 19  | Coalición con GDVP y Landbund |

a En coalición con GDVP